# Phascolosoma agassizii
Phascolosoma agassizii är en stjärnmaskart som beskrevs av Wilhelm Moritz Keferstein 1866. Phascolosoma agassizii ingår i släktet Phascolosoma och familjen Phascolosomatidae.

## Underarter
Arten delas in i följande underarter:
- P. a. agassizii
- P. a. kurilense